# 陳秀雄
陳秀雄（1945年4月1日—），國立臺灣師範大學工業教育學系、美國東北密蘇里州立大學工業教育研究所碩士及美國佛羅里達國際大學教育研究所教育博士。曾任國立臺灣師範大學教授、致理技術學院教授兼系主任、國立台北科技大學兼任副教授、國立臺北教育大學兼任副教授、實踐大學兼任技術教師、屈原大學榮譽校長。現任世界藝術館館長、中華民國大專院校退休同仁協會秘書長、國立臺灣師範大學退休同仁聯誼會秘書長、人上人藝術研究中心董事長、人上人藝會總監、臺灣博物館專業協會榮譽理事長、臺北市國際文物維護學會創會理事長、臺北市藝術文化協會理事。

## 簡歷
1945年4月1日生於臺灣省嘉義縣，肄業於嘉義縣六腳鄉六美國民學校、嘉義縣東石鄉下楫國民學校，畢業于雲林縣立北辰國民學校、雲林縣立北港初級中學、臺灣省立臺南師範學校普師科、臺灣省立臺南師範專科學校國校師資科、國立臺灣師範大學工業教育學系、美國密蘇里州立東北大學工業教育研究所碩士及美國佛羅里達州立佛羅里達國際大學教育研究所教育博士。
曾任小學教師十年。兼任過實踐大學技術教師、講師及副教授，國立臺北師範學院副教授，泰山職業訓練中心講師及國立台北科技大學副教授等。現爲國立臺灣師範大學工業科技教育系教授並兼任考試院典試委員、臺北市立社會教育館師資遴聘諮詢委員、國立臺灣師範大學人文教育中心暨進修學院教授中國畫、裱褙、西畫、兒童畫、兒童畫師資培育班及中華花藝教材教法等課程，國立政治大學丹青社國畫指導教授、中華花藝教授、傳統花燈指導教師、臺灣區工科技藝競賽評審委員、臺灣區大專院校美術展覽評審委員、臺灣區視聽媒體制作評審委員、公司行號美術競賽評審委員及科學展覽評審委員。
指導兒童美術榮獲指導獎多次，作品曾榮獲第三屆王子杯海峽兩岸書畫大賽特別金獎、香港國際金龍獎書畫大賽金獎、國際羲之書畫院等辦海內外書畫名家精品展金獎、千年和平金獎、2001及2002北京國際藝術博覽會一等獎及特等獎、2003北京國際藝術博覽會最佳作品獎、大連開建杯全國書畫作品大獎賽一等獎、全國書畫名家名作邀請展特別金獎及國內外參展獲獎多次，舉辦過國內外多次個展、應邀個展、師生聯展及書畫家聯展、參展作品成績優異、榮獲榮譽證書、中國當代杰出書畫名家榮譽稱號、中國國際百杰書畫名家大師榮譽稱號、新世紀優秀人才證書、中國聖泉碑林花鳥繪畫鐫刻證書。
作品廣爲國內外公私立機關行號所購藏；諸如國父紀念館、2001、2002、及2003北京國際藝術博覽會組織委員會、化州書畫院收藏等。且被入編於臺灣美術年鑒、臺灣當代美術家辭典、造園家雜誌第二十四期、華人書畫藝術家ART'1995第一卷、首屆90年代華人書畫藝術家作品北京邀請展畫冊、中國當代書畫家傳、中華藝術名人博覽、世紀風及世界華人美術名家年鑒。
近年來參與內人製作花燈競賽及展出，2000年受觀光局委託製作大型花燈乙座、九二一花燈展、2000年12月臺南社會教育館花燈展榮獲佳績或好評。
著有中國書畫裱褙藝術之研究、中等學校展開圖課程教材問題之研究、陳秀雄牡丹畫法、高職美工課程創造思考教學之研究、高中職美工科課程教學行動研究、傅林淑藩等四位女史畫集、裱褙修復技藝傳習研究計畫總報告書及世界各國國花國畫作品集等八種。
預定進行研究的有有效的素描科技畫法及範例、鑽石比例的探究、有效的兒童畫科學畫法及範例與各類畫法的研究等。

## 著作
- 中國書畫裱褙藝術之研究
- 中等學校展開圖課程教材問題之研究
- 陳秀雄牡丹畫法
- 高職美工課程創造思考教學之研究
- 高中職美工科課程教學行動研究
- 傅林淑藩、陳鄭娟如、張美雪、林蔡遺珠畫集
- 裱褙修復技藝傳習研究計畫總報告書
- 世界各國國花國畫作品集

## 外部連結
- 世界藝術館網站 （页面存档备份，存于）
- 開幕新聞
- 陳秀雄相關新聞 （页面存档备份，存于）
- 陳秀雄展覽新聞 （页面存档备份，存于）